# Олень-Колодезь
Олень-Колодезь — село Каширского района Воронежской области.
Входит в состав Колодезянского сельского поселения.

## География

### Улицы
- ул. Зеленая,
- ул. Кольцевая,
- ул. Крайняя,
- ул. Ленина,
- ул. Новая,
- ул. Пролетарская,
- ул. Совхозная,
- ул. Широкая,
- ул. Южная,
- пр. Революции,
- пер. Тополиный.
- ул. Мира

## История
Основано около 1770 года бывшими монастырскими крестьянами. Названо по реке Олень-Колодезь. Здесь, как и в ряде других подобных случаев, колодезь — ручей или река, вытекающая из родника. В селе существовала каменная церковь Михаила Архангела, построенная в 1783 году.

## Курганный могильник
Недалеко от села расположен курганный могильник впервые обнаруженный в 1902 году. Более детальное исследование было проведено 1996 году, когда через территорию могильника было начато строительство автодороги, во время которого были частично уничтожены 6 из 17 курганов. После остановки строительства в курганах были найдены погребения бронзового века и три захоронения поздних кочевников, среди которых два погребения времен Золотой Орды (курганы 7 и 9), которые датируются концом XIII - началом XIV вв.

Судя по обилию драгоценных вещей, в данных курганах были погребены люди с высоким статусом. Одно из погребений принадлежит мужчине - тяжело вооруженному всаднику. Среди вещей, с которыми он был захоронен, были найдены шлем, позолоченная кольчуга, дорогая конская упряжь, колчан с золочеными стрелами, парчовые и шелковые одежды, инкрустированный золотом топорик, серебряный ковш высокохудожественной работы и, наконец, уникальный пояс с золотыми бляхами. Все эти вещи позволяют отнести захоронение в ранг княжеских. Рядом захоронена женщина, также высокого статуса, рядом с которой были найдены драгоценные вещи и медный казан
.
Некоторые из перечисленных вещей были настолько дороги и социально значимы в XIII - XIV вв, что упоминаются в духовных грамотах великих русских князей, в среднеазиатских и китайских письменных источниках. Причем золотые пояса могли носить только представители высшей аристократии.

В текущий момент находки находятся в государственном Эрмитаже